# Algirdas Gaižutis
Algirdas Gaižutis (ur. 17 października 1941) – litewski filozof, pedagog i kulturoznawca, wiceprzewodniczący Litewskiej Akademii Nauk, rektor Wileńskiego Uniwersytetu Pedgogicznego, doradca prezydenta Litwy ds. oświaty i wychowania.
W latach 1959-61 studiował lituanistykę na Wileńskim Uniwersytecie Państwowym. Naukę kontynuował na Wydziale Filozofii Uniwersytetu im. Łomonosowa w Moskwie, gdzie również podjął studia aspiranckie (zakończone w 1970). Od 1970 do 1985 stał na czele Katedry Estetyki Uniwersytetu Technicznego im. Giedymina w Wilnie.
W 1985 został zatrudniony w Instytucie Historii, Filozofii, Socjologii i Prawa Akademii Nauk Litewskiej SRR, gdzie sprawował funkcję dyrektora Instytutu Kultury i Sztuki.
Od 1990 stał na czele Wydziału Nauk Społecznych i Humanistycznych Litewskiej Akademii Nauk. W 2001 został mianowany wicedyrektorem Litewskiej Akademii Nauk. 26 marca 2003 wybrano go rektorem Wileńskiego Uniwersytetu Pedagogicznego.
Należy do Litewskiej Rady Naukowej. Jest przewodniczącym towarzystwa "Žinija". Doradza prezydentowi Litwy w dziedzinie oświaty i wychowania oraz sprawach nauki.
W 2000 był laureatem Litewskiej Państwowego Nagrody Naukowej, dwa lata później otrzymał analogiczne wyróżnienie ze strony Zgromadzenia Bałtyckiego.
W 2009 został odznaczony Krzyżem Oficerskim Orderu Zasługi Rzeczypospolitej Polskiej.

## Wybrane publikacje
- Menas ir humanizmas. Apie meninių vertybių prigimtį (1979)
- Vaikystė ir grožis (1982, 1988)
- Kūrybinė menininko galia (1989)
- Kultūros vertybės ir erzacai (1993)
- Menų giminystė (1998)
- Meno sociologija (1998)
- Žvilgsnis (2001)